# FireWire
IEEE 1394 je standard koji opisuje serijsku sabirnicu za prijenos podataka velikom brzinom i sa sposobnošćue isokronog prijenosa podataka. Svakodnevna primjena ukǉučuje povezivaǌe računala i audio-video uređaja za prijenos slike i zvuka, a također se koristi i u prijevoznim sredstvima, poput automobila ili aviona. Primjeǌuje se i u područjima gdje je dovoǉan i asinkroni prijenost podataka, npr. za povezivaǌe računala i tvrdih diskova, iako se ovdje često koriste i druge serijske veze, poput USB ili SATA.
Često se mogu čuti i drugi, trgovački nazivi, kojima proizvođači nazivaju svoje implementacije i primjene sabirnica IEEE 1394, poput  FireWire (Apple), i.LINK (Sony), ili Lynx (Texas Instruments).
Slika desno prikazuje osnove oblike prikǉučaka, iako su u međuvremenu nastale i inačice koje koriste drugačije prikǉučke (poput 8P8C, tj. RJ-45), ili posve drugačiji kabel (poput koaksijalnog voda, optičkog vlakna, pa čak i kao bežični isokroni protokol).
Razvoj sabirnice IEEE 1394 je počeo Apple krajem 1980-ih godina, te ga u jednom trenu prezentirao pred IEEE. Razvoj je završen 1995 i dokumentiran kao IEEE standard 1394-1995. U međuvremenu je standard nadopunjen s još tri dopune: dopuna standarda IEEE 1394a-2000, dopuna standarda IEEE 1394b-2002 i dopuna standarda IEEE 1394c-2006. Kasnije, 12.6.2008., su sva ta četiri dokumenta, kao i neke tehničke nadopune i ispravke udružena u novi standard koji zamjeǌuje sve prije navedene: IEEE standard 1394-2008.
IEEE 1394 sadrži mnoga svojstva s ciǉem da pruži održive velike brzine prijenosa između više povezanih uređaja. Tako uključuje i SCSI osobine, omogućuje povezivaǌe do 63 uređaja, omogućuje da se istovremeno održavaju i isokroni i asinkroni prijenosi podataka, te ukǉučuje i odgovarajuće arbitracije. Također je u staǌu napajati susjedni uređaj snagom do 45 W pri naponu do 30 V, što je u mnogim slučajevima sasvim dovoǌno da periferni uređaj nema posebno napajaǌe. No relativno velika cijena koju Apple i drugi vlasnici patenata traže je dovela do toga da je IEEE 1394 često zamijeǌen USB sabirnicom na masovnim uređajima gdje je cijena vrlo bitna.
Brzina sabirnice u osnovnoj inačici je dopuštala propusnosti od 100, 200, odnosno 400 Mbit/s half-duplex, pri čemu su stvarne brzine prenošenih podatka bile 98,304 Mbit/s, 196,608 Mbit/s, 393.216 Mbit/s.
Daǉǌe inačice omogućuju i veće brzine, ali to ponekad traži drugačiji prijenosni kabel, što onemogućuje jednostavno povezivaǌe uređaja s različitim inačicama IEEE 1394 sabirnice. Tako IEEE 1394b omogućuje 800 Mbit/s (od toga korisno 786,432 Mbit/s), ali traži 9-žični kabel. Ista inačica predviđa i veće brzine, do 32 Mbit/s, ali za to traži drugačiji način kodiraǌa podataka (8B10B, tzv. „beta način“) ili optično vlakno kao prijenosnu liniju. Inačica IEEE 1394c-2006 također omogućuje 800 Mbit/s, ali traži kabel kategorije 5e. Projekt u radu IEEE P1394d bi trebao omogućiti brzine do 6,4 Gbit/s, ali bi prijenosna linija bila jednonačinsko optičko vlakno.

### vidi još:
- i-Link
- DVI
- Lossless
- HDMI